# Xã Union, Quận Putnam, Missouri
Xã Union (tiếng Anh: Union Township) là một xã thuộc quận Putnam, tiểu bang Missouri, Hoa Kỳ. Năm 2010, dân số của xã này là 2.116 người.